# Херкулес (филм, 1997)
Вижте пояснителната страница за други значения на Херкулес.
Херкулес (на английски: Hercules) е американски анимационен музикален фентъзи филм, продуциран от Уолт Дисни Фийчър Анимейшън за Уолт Дисни Пикчърс. Това е 35-ият пълнометражен анимационен филм на Дисни и осмият, който е продуциран и пуснат по време на епохата на Дисни Ренесанс. Режисьори са Рон Клемънтс и Джон Мъскър. Филмът е базиран на легендарния герой от древногръцката митология Херакъл (известен и с римското си име Херкулес), син на Зевс.
Проектът претърпява множество сюжетни обработки, а първият сценарий е вдъхновен от ексцентричните комедийни филми от класическото холивудско кино и популярната култура от 90-те години на 20. век. 

## Сюжет
В Древна Гърция, след като е лишил от власт титаните, главният олимпийски бог Зевс и съпругата му Хера имат син на име Херкулес на планината Олимп. Докато другите богове са радостни, ревнивият по-малък брат на Зевс – Хадес, замисля да свали своя брат и да управлява Олимп. Обръщайки се към Съдбата за помощ, Хадес научава, че след 18 години планетарната сизигия (съвпадането или опозицията на Слънцето и Луната) ще му позволи да намери и освободи титаните, за да завладее Олимп, но само ако Херкулес не се намесва. Затова той изпраща своите слуги Болка и Паника да го отърват от божественото бебе, което те и правят, като отвличат кърмачето и да го хранят с формула, която го прави смъртно, но не успяват да премахнат свръхчовешката/супергеройската му сила, преди Херкулес да бъде намерен и осиновен от фермерите Амфитрион и Алкмена. Така че един ден юношата Херкулес се превръща в изгнаник заради силата си и започва да се замисля откъде е дошъл. 
След като приемните му родители му показват огърлицата, с която са го намерили, Херкулес решава да посети за отговорите, които търси, храма на Зевс. Статуята на божеството там оживява и разкрива всичко на момъка, казвайки му, че той може да си върне божествената си природа, като стане истински герой. Зевс изпраща Херкулес и неговия забравен приятел и кон Пегас да намери сатира Филоктет/Фил, който е известен с това, че тренира герои. 
Срещат Фил, който се оттеглил поради многобройни разочарования, но Херкулес го вдъхновява да се бори да осъществи мечтата си, която е да обучи истински герой, който да бъде признат от боговете. Той обучава Херкулес за герой, след което се отправят към град Тива. По пътя те срещат Мегара/Мег – саркастична дама, която Херкулес спасява от кентавър на име Нес и която всъщност работи за Хадес, на когото е продала душата, за да спаси неверния си любовник (или може би само любим).
В самата Тива, Херкулес е отхвърлен от потиснатите граждани, но се появява Мег и казва, че две момчета са попаднали в капан в пролом. Херкулес ги спасява без да знае, че това са Болка и Паника, които са маскирани и неволно освобождава чудовище, наречено Хидрата. Херкулес я побеждава и става знаменит герой, но въпреки нарастващата си слава и победата над всяко следващо чудовище, освободено от Хадес, Зевс всеки път му казва, че все още не е „истински“ герой. Натъжен и разочарован Херкулес прекарва един ден с Мег, която се влюбва в него. Хадес научава за това и държи Мег за заложница, като я предлага в замяна на това Херкулес да се откаже от силата си за 1 ден, с което той се съгласява при условие тя да остане невредима. Скоро разбира, че Мег е агентка на Хадес и остава с разбито сърце, понеже и той се е влюбил в нея.
Хадес от своя страна освобождава титаните. Те се изкачват на Олимп и пленяват боговете, а Циклопът отива в Тива, за да убие Херкулес. Херкулес го побеждава, но Мег е смъртно ранена, докато спасява Херакъл от падащ стълб. Това нарушава обещанието, че Мег няма да бъде наранена, дадено му от Хадес. С възвърната сила Херкулес, яхнал Пегас лети до Олимп. Те освобождават боговете и побеждават титаните, но Мег умира, преди героят да се върне при нея.
С душата на Мег, която сега е собственост на Хадес, Херкулес отива в Подземния свят и му предлага собствения си живот, срещу това да освободи Мег от реката на омразата Стикс. Жертвоготовността му възстановява неговата божественост и безсмъртие, преди реката, която му източва живота за да го убие. После е повикан на Олимп, заедно със съживената Мегара да се срещнат с Зевс и Хера. Отказва се обаче да бъде бог и избира да живее с любимата си и приятелите си в Тива. Накрая Зевс извайва образа на Херкулес със звезди, за да отбележи героизма му.

## Актьори
- Тейт Донован – Херкулес
- Джош Кийтън – Херкулес (юноша)
- Роджър Барт – Херкулес (вокал)
- Дани ДеВито – Филоктет (Фил)
- Джеймс Удс – Хадес
- Сюзън Егън – Мегара (Мег)
- Рип Торн – Зевс
- Саманта Егар – Хера
- Лилияс Уайт, Черил Фрийман, Лашанс, Рос Раян и Ванеса Томас – Музите: Калиопа, Мелпомена, Терпсихора, Талия и Клио
- Бобкат Голдуайт и Мат Фрюър – Болка и Паника
- Патрик Пиней – Циклопа
- Хал Холбрук – Амфитрион
- Барбара Бари – Алкмена
- Аманда Плумър, Карол Шели и Пади Едуардс – Мойрите: Клото, Лахесис и Атропос
- Пол Шафер – Хермес
- Джим Къмингс – кентавърът Нес
- Уейн Найт – Деметрий
- Кийт Дейвид – Аполон
- Чарлтън Хестън – Разказвач
- Франк Уелкър – Пегас

## Продукция

### Предистория
Разработването на Херкулес започва през 1992 г. след адаптацията на митологични истории за Херакъл от аниматора Джо Хайдар. В началото на годината 30 художници, сценаристи и аниматори представят своите идеи за потенциални анимационни филми, всеки от които разполагайки само с 2 минути. Първата възможност е за адаптация на Одисея, която влиза в производство през следващото лято, но работа е преустановена, понеже филмът, който би се получил е сметнат за твърде дълъг, без централни герои и негоден като анимационна комедия. Джо Хайдар също участва в конкурса, но смята, че шансовете му намаляват, когато работата по „Одисея“ е преустановена.
След критичния и комерсиален успех на Аладин през ноември 1992 г., режисьорите Рон Клемънтс и Джон Мъскър преработват Планетата на съкровищата до есента на 1993 г. със съ-сценаристите на Аладин Тед Елиът и Тери Росио. Джефри Каценберг, който е директор на Уолт Дисни Студиос, не одобрява проекта, но сключва споразумение с режисьорите за създаването на друг филм. Отхвърляйки предложенията за адаптация на „Дон Кихот“, „Одисеята“ и „Около света за 80 дни“, режисьорите са уведомени за идеята на Хайдар за филм за „Херкулес“.
В същото време Рон Клемънтс и Джон Мъскър разработват идеята си за Планетата на съкровищата, следвайки критичния и търговски успех на Аладин. Проектът им е прекратен за развитие през 1993 г., а Мъскър и Клементс се присъединяват към Херкулес по-късно същата година.

### Сценарий и дизайн
След неизползваната разработка на Джо Хайдар, Климентс и Мъскър работят по сценария на „Херкулес“, консултирайки се с произведенията на Томас Булфинч, Едит Хамилтън, Робърт Грейвс и други тълкуватели на гръцката митология, в резултат на което стигнат до заключението, че няма да е удобно да изобразят традиционната история на Херкулес, тъй като тя се гради върху мотива за извънбрачното му рождение – в легендата е син на смъртната Алкмена от бог Зевс, който е женен за богинята Хера. Климентс отбеляза, че „извънбрачието ще бъде трудна тема на филм в Дисни“. Затова той и Мъскър замислят различни начини, по които той би могъл да бъде представен като полу-бог, но и като законнороден. Така се насочват повече към превръщането в злодей на Хадес (брат на Зевс и господар на Подземното царство) вместо Хера (в оригинала - върл враг на Херкулес; мотивирана от ревност и изпълнена с коварство тя го заставя да стане роб на цар Евристей). След множество разговори те пишат няколко сюжетни обработки преди да пристъпят към сценария. Сценаристите Доналд Макенери и Боб Шоу са назначени от креативния изпълнителен директор Джейн Хели за работа върху филма. Междувременно проектът им е пренаписан от Ирен Меки, която внася повече хумор навсякъде в сценария.
Доналд Макенери, Боб Шоу и Ирен Меки се присъединяват към екипа на сценаристите, за да съкратят сценария на филма. Британският карикатурист Джералд Скарф е назначен като сценограф и създава над седемстотин дизайна за визуализация на героите.  Анимацията за филма е създадена в Калифорния и Париж, Франция. Компютърна анимация е използвана в няколко сцени – предимно в битката с Хидра. Изследователски пътувания до Гърция и Турция вдъхновяват екипа за фоновете на филма.

### Музика
Саундтракът на Херкулес се състои от музика, написана от композитора Алан Менкен с текстове от Дейвид Ципел, оркестриран от Даниел Труб и Майкъл Старобин, с вокали, изпълнени от Лилияс Уайт, Лашанс, Рос Раян, Роджър Барт, Дани Де Вито, Сюзън Еган и други.

## Излъчване
Премиерата на Херкулес е на 27 юни 1997 г., като получава положителни рецензии от критиците, които хвалят представянето на Джеймс Удс с ролята му на Хадес. Въпреки положителния критичен прием филмът – в сравнение с предшествениците си – не се представя задоволително в кино-версията си, като в крайна сметка получава 252,7 милиона долара приходи в световен мащаб. В България филмът е излъчен по bTV на 3 януари 2010 г. с български дублаж. Екипът се състои от:
| Озвучаващи артисти  | Ася Рачева Кирил Ивайлов Илия Иванов Христо Узунов |
| Преводач            | Сони Иванова                                       |
| Тонрежисьор         | Венсан Мазманян                                    |
| Режисьор на дублажа | Здрава Каменова                                    |

Продължението на филма е Херкулес: От нищо до герой от 1998 г., което е пуснато директно на VHS и служи за пилотен епизод на анимационния сериал Херкулес, който се фокусира върху времето, което Херкулес, прекарва в Академията на Прометей.